# Suya (cuisine)
Pour les articles homonymes, voir Suya.

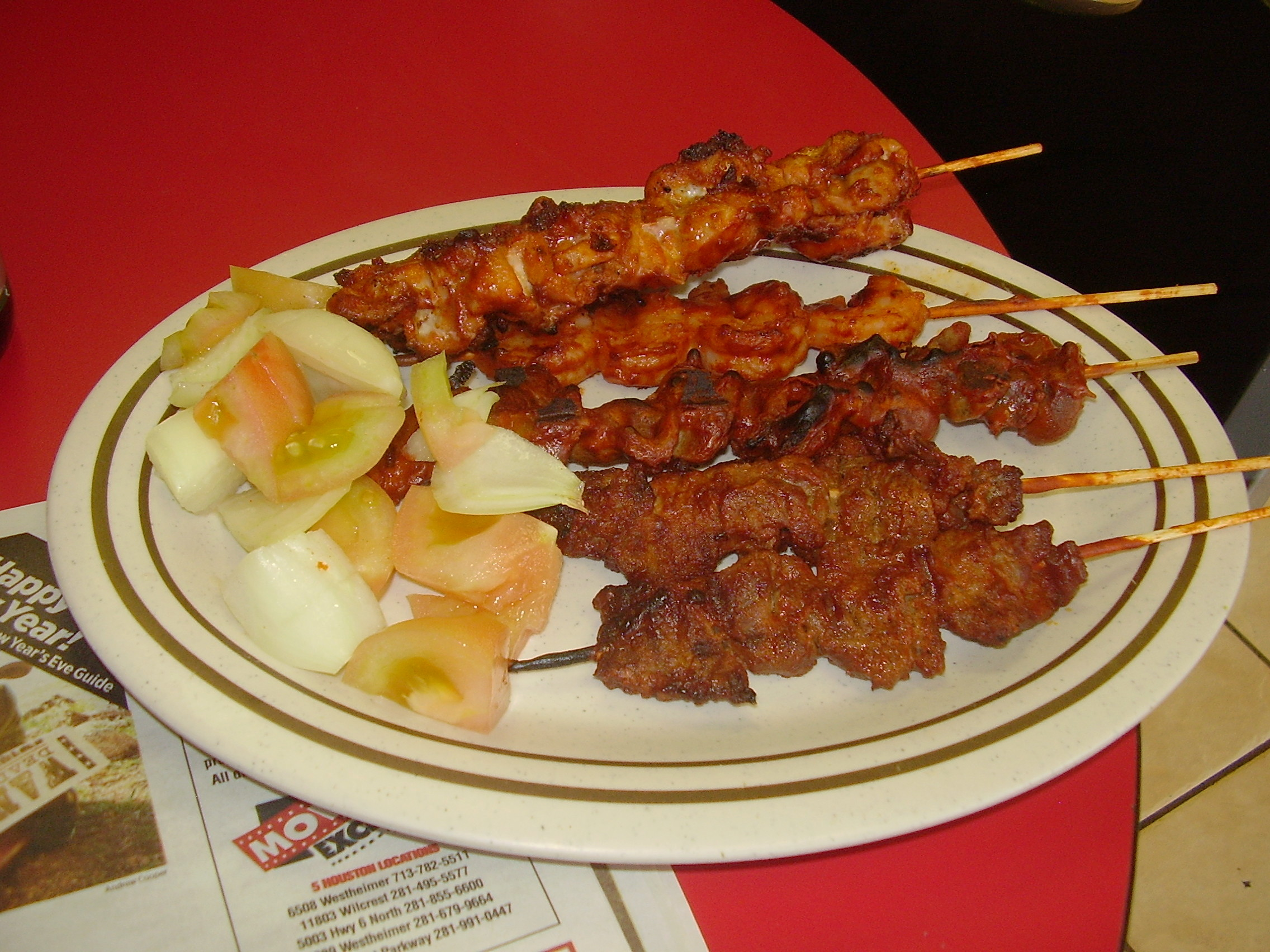
Variétés de suya : bœuf, gésiers, poulet.

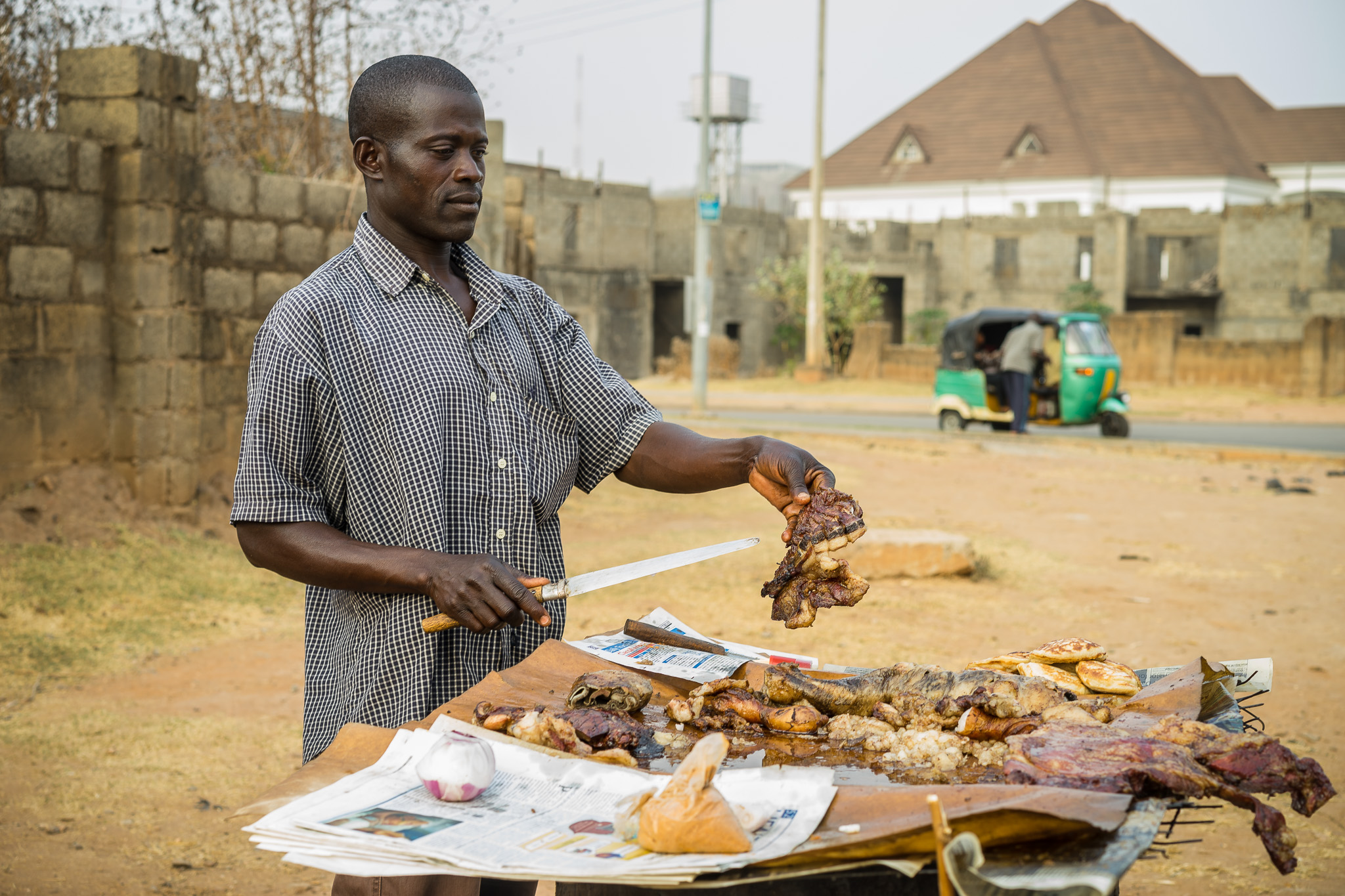
Vendeur de suya à Abuja (Nigeria).

Le suya est une grillade de viande (préparée sur des brochettes), d'origine haoussa, populaire au Nigeria, au Niger, dans le nord du Cameroun, au Ghana (où il est appelé chi(n)chinga ou kyikyinga) et au Soudan (où il est appelé agashe). Le suya est préparé à base de viande (y compris les abats : foie, rognons, tripes) de bœuf, de mouton ou de poulet. La viande coupée en tranches fines marine dans un mélange d'épices (girofle, poivre rouge, poivre noir…), de sel (et/ou de cube Maggi réduit en poudre ou de glutamate), d'arachides pilées et d'huile végétale, avant d'être grillée au barbecue ; elle est souvent accompagnée de tomates et d'oignons crus coupés en tranches, d'une préparation à base de piment séché et réduit en poudre, et parfois de masa (gâteau de riz). Il peut également être servi avec du jollof rice, des bananes plantains frites ou d'autres accompagnements. La recette peut sensiblement varier d'une région à l'autre et en fonction des préférences personnelles. Majoritairement consommée par des populations musulmanes, la viande utilisée est généralement halal. Le kilishi peut être considéré comme une variante séchée du suya.
Le suya est largement disponible au Nigéria et dans plusieurs autres pays africains, où il peut être acheté dans la rue ou dans des restaurants de plein air, avec ou sans brochettes, généralement enveloppé dans du papier journal ou du papier aluminium.
Le suya cuit est généralement détaché des brochettes et coupé en morceaux de la taille d'une bouchée,. Il est souvent servi avec des garnitures supplémentaires ou agrémenté d'un mélange de piments Yaji, ainsi que d'oignons et de tomates tranchés, qui peuvent être commandés frits ou crus si vous le souhaitez. Dans la culture traditionnelle haoussa, il est courant d'accompagner les plats de masa haoussa (tortillas de riz, de céréales ou de maïs trempées). Le suya peut également être consommé avec du riz, du kosai, du garri ou de l'ogi.
Le suya est traditionnellement et principalement préparé par les hommes hausa, qui sont appelés "mai tsire" ou "mai suya" ("mai" signifie "vendeur" en langue hausa). Originaire du Nigeria mais populaire dans toute l'Afrique de l'Ouest et sa diaspora, le Suya est un élément important de la culture et de la nourriture hausa. Au Nigeria, on l'appelle Suya spice, mais au Ghana, on l'appelle Chinchinga ou Kebab spice. Cette épice est constituée de cacahuètes moulues mélangées à diverses épices. La combinaison d'épices et de cacahuètes moulues râpées sur de la viande, du poisson ou des fruits de mer crée une dynamique indescriptible. Kyinkyinga (prononcé chin-chin-gá) ou cincinga (orthographe hausa) est une brochette grillée ou un kebab commun et populaire en Afrique de l'Ouest, apparenté au Suya kebab. Le Kyinkyinga est un plat hausa ghanéen popularisé par les commerçants des quartiers Zango des villes et des villages, et qui est devenu populaire parmi d'autres Ghanéens. Il est donc très similaire ou synonyme de suya kebab au Nigeria et au Niger, également connu sous le nom de suya, tsinga, cinga, cicinga, cincinga, tsire agashi, cacanga ou tankora en langue hausa.
Bien que le nom suya soit plus reconnaissable dans de nombreuses régions du Nigeria, la communauté hausa utilise encore le plus souvent le nom original, "tsire. Il existe de nombreuses variantes de viande frite dans la cuisine traditionnelle haoussa (Balangu, Kilishi, etc.), mais la plus populaire est la Suya. La version séchée du Suya est appelée Kilishi.
Bien que le suya soit un plat traditionnel des Nigérians Hausa, il a imprégné la société nigériane en étant accessible à tous et partout. Il a été décrit comme un facteur d'unification au Nigeria. Le suya est devenu le plat national nigérian, les différentes régions revendiquant la supériorité de leur recette et de leurs méthodes de cuisson, mais des recettes similaires de viande frite sont courantes dans de nombreux pays d'Afrique occidentale.